# Dicaeum monticolum
Dicaeum monticolum là một loài chim trong họ Dicaeidae.
Đây là loài đặc hữu của đảo Borneo, nơi nó được tìm thấy trên núi, chủ yếu ở độ cao trên 1.000 m. Loài lưỡng hình giới tính. Chim trống có phần trên màu xanh đen bóng, với cổ họng và ức màu đỏ tươi, bụng trên màu xám đen, hai bên sườn màu ô liu, bụng dưới màu trắng, đít hơi trắng và phần dưới đuôi che phủ. Con mái có màu xanh ô liu ở trên và màu xám ở dưới, với hai bên sườn trắng và cổ họng màu trắng. Loài chim này sinh sống trong một loạt các sinh cảnh rừng, bao gồm rừng nguyên sinh và thứ sinh trên núi, rừng kerangas và cây bụi, và đôi khi cũng được tìm thấy trong các khu vườn. Chúng chủ yếu ăn trái cây nhỏ - đặc biệt là quả tầm gửi - cũng như hạt, mật hoa và các động vật không xương sống khác nhau. Chúng xây tổ bằng rêu, ngụy trang bên ngoài bằng địa y và lót bằng thân cây dương xỉ. 